# Schlotheimia microcarpa
Schlotheimia microcarpa är en bladmossart som beskrevs av W. P. Schimper in Geheeb 1881. Schlotheimia microcarpa ingår i släktet Schlotheimia och familjen Orthotrichaceae. Inga underarter finns listade i Catalogue of Life.